# Chin-Feng Chen
Chin-Feng Chen (né le 28 octobre 1977 à Tainan, Taïwan) (chinois: 陳金鋒; pinyin: Chén Jīnfēng) est un joueur de baseball taïwanais. Il a fait ses débuts comme joueur de champ extérieur avec les Dodgers de Los Angeles le 14 septembre 2002, devenant le premier joueur originaire de Taïwan à évoluer dans les Ligues majeures de baseball. Chen a joué pour les Dodgers jusqu'en 2005 avant de retourner dans son pays natal pour se joindre à une équipe taïwanaise.

## Carrière
Signé comme agent libre par les Dodgers en 1999, Chen fait ses débuts avec l'équipe à la fin de la saison 2002.
Il a joué seulement 19 parties dans les majeures en un peu plus de trois saisons, frappant 2 coups sûrs en 22 présences à la plaque, pour une moyenne au bâton de ,091. Il a produit deux points, en a marqué trois et soutiré trois buts-sur-balles. Sur ces 22 apparitions au bâton, il a aussi été retiré sur des prises dix fois.